# Пеллафоль
Пеллафоль (фр. Pellafol) — коммуна во Франции, находится в регионе Рона — Альпы. Департамент коммуны — Изер. Входит в состав кантона Матезин-Триев. Округ коммуны — Гренобль.
Код INSEE коммуны — 38299. Население коммуны на 1999 год составляло 137 человек. Населённый пункт находится на высоте от 639  до 2 793  метров над уровнем моря. Муниципалитет расположен на расстоянии около 530 км юго-восточнее Парижа, 140 км юго-восточнее Лиона, 50 км южнее Гренобля. Мэр коммуны — Jean-Pierre Arneaudo, мандат действует на протяжении 2008—2014 гг.
Динамика населения (INSEE):